# Ginette Pigeon
Pour les articles homonymes, voir Pigeon (homonymie).
Ginette Pigeon (Ginette Yvonne Pigeon), est une actrice française née le 5 septembre 1933 à Herblay (Val-d'Oise).

## Théâtre
- 1954 : Adorable Julia de Marc-Gilbert Sauvajon et Guy Bolton d'après Somerset Maugham, mise en scène Jean Wall, théâtre du Gymnase

## Filmographie

### Cinéma
- 1955 : Les Fruits de l'été de Raymond Bernard
- 1955 : On déménage le colonel de Maurice Labro : Annette
- 1955 : Mädchen ohne Grenzen de Géza von Radványi : Marion
- 1956 : Bonjour Toubib de Louis Cuny : Bernadette Phalempin
- 1956 : Ce soir les jupons volent de Dimitri Kirsanov : Jeannette Pommeau
- 1956 : Le Couturier de ces dames de Jean Boyer : la Première
- 1957 : Vacances explosives de Christian Stengel : « Zizi » Sylvie Morel
- 1957 : Grand-père automobile (Dědeček automobil) d'Alfréd Radok (Alfréda Radoka) : Nanette Frontenac
- 1958 : Bien joué mesdames (Hoppla, jetzt kommt Eddie) de Werner Klingler : la deuxième fausse sœur Gonzales
- 1958 : Jeunes filles en uniforme (Mädchen in Uniform) de Géza von Radványi : Edelgard von Kleist
- 1959 : Douze Heures d'horloge de Géza von Radványi : Lucette
- 1959 : Merci Natercia de Pierre Kast : Sylvie
- 1959 : Signé Arsène Lupin d'Yves Robert : Agnès, l'infirmière
- 1959 : Un témoin dans la ville d'Édouard Molinaro : Muriel, la prostituée
- 1960 : Recours en grâce de László Benedek : la foraine
- 1960 : La Chatte sort ses griffes d'Henri Decoin : l'infirmière allemande
- 1960 : La Brune que voilà de Robert Lamoureux : Anne-Marie
- 1962 : Les Petits Chats de Jacques R. Villa : l'institutrice
- 1964 : Le Petit Monstre de Jean-Paul Sassy
- 1974 : Q (Au plaisir des dames) de Jean-François Davy

## Doublage

### Cinéma

#### Films
- Faye Dunaway dans :
  - Les Trois Jours du Condor (1975) : Katherine Hale
  - Don Juan DeMarco (1995) : Marylin Mickler
  - Albino Alligator (1996) : Janet Boudreaux

- Jill Clayburgh dans :
  - Transamerica Express (1976) : Hilly Burns
  - Intimes Confessions (1992) : Sarah Green

Mais aussi :
- 1940 : Le Dictateur : Hannah (Paulette Goddard) (Doublé en 1968)
- 1966 : Propriété interdite : Alva Starr (Natalie Wood)
- 1969 : Les Cent Fusils : fille à l'hôtel (Soledad Miranda)
- 1969 : L'Homme le plus dangereux du monde : Soong Chu (Francesca Tu)
- 1970 : MASH : lieutenant Leslie (Indus Arthur)
- 1970 : Les Chiens de paille : Amy Sumner (Susan George)
- 1970 : La Vallée des plaisirs : Casey Anderson (Cynthia Myers)
- 1971 : Satan, mon amour : Paula Clarkson (Jacqueline Bisset)
- 1973 : La Chasse aux diplômes : Susan Field (Lindsay Wagner)
- 1974 : Zardoz : Consuella (Charlotte Rampling)
- 1974 : Larry le dingue, Mary la garce : la répartitrice de la Police (Elizabeth James)
- 1975 : La Pluie du diable : Julie Preston (Joan Prather)
- 1975 : Le Froussard héroïque : la comtesse Irma (Britt Ekland)
- 1976 : L'Oiseau bleu : Nuit (Jane Fonda)
- 1977 : On m'appelle Dollars : Baba Wawa (Helen Bentley)
- 1977 : Les Survivants de la fin du monde : Janice (Dominique Sanda)
- 1978 : Piranhas : Dr Mengers (Barbara Steele)
- 1978 : American College : la secrétaire de Wormer (Priscilla Lauris)
- 1981 : Les Chariots de feu : Jennie Liddell (Cheryl Campbell)
- 1985 : Comment claquer un million de dollars par jour : Angela Drake (Lonette McKee)
- 1987 : La Pie voleuse : reporter TV (Barbara Simpson)
- 1988 : Some Girls : Madame D'Arc (Florinda Bolkan)
- 1990 : Frances, une technicienne de la salle de contrôle ( Leslie Neale (de)), la journaliste TV devant la boutique de M. Wing (Diane Sainte-Marie) et la présentatrice TV au bar du building (Kristi Witker)
- 1990 : Ghost : l'employée de la banque (Charlotte Zucker)
- 1990 : Junior le terrible : MMe Henderson (Kristen Lowman)
- 1994 : Aux bons soins du docteur Kellogg : Mrs. Hookstratten (Carole Shelley)
- 1994 : Harcèlement : Stéphanie Kaplan (Rosemary Forsyth)
- 1995 : Losing Isaiah : Margaret Lewin (Jessica Lange)
- 1995 : Babe, le cochon devenu berger : Ficelle (Miriam Margolyes) (voix)

### Télévision

#### Séries télévisées
- 1983 : Les oiseaux se cachent pour mourir : Meggie Cleary (Rachel Ward)
- 1985 : Les Dessous d'Hollywood : Montana Gray (Stefanie Powers)
- 1985 : Le Temps et le Vent : Henriqueta Terra (Marlise Saueressig)
- 1985 : Anna Karénine : Anna Karénine (Jacqueline Bisset)